# Пиџин Крик (Охајо)
Пиџин Крик (енгл. Pigeon Creek) насељено је место без административног статуса у америчкој савезној држави Охајо.

## Демографија
По попису из 2010. године број становника је 882, што је 63 (-6,7%) становника мање него 2000. године.
| Група             | 2000.       | 2010.       |
| Белци             | 904 (95,7%) | 841 (95,4%) |
| Афроамериканци    | 18 (1,9%)   | 17 (1,9%)   |
| Азијати           | 17 (1,8%)   | 11 (1,2%)   |
| Хиспаноамериканци | 1 (0,1%)    | 8 (0,9%)    |
| Укупно            | 945         | 882         |